# Kukurovići
Kukurovići (izvirno srbsko Кукуровићи) je naselje v Srbiji, ki upravno spada pod Občino Priboj; slednja pa je del Zlatiborskega upravnega okraja.

## Demografija
V naselju živi 65 polnoletnih prebivalcev, pri čemer je njihova povprečna starost 54,8 let (49,2 pri moških in 59,8 pri ženskah). Naselje ima 32 gospodinjstev, pri čemer je povprečno število članov na gospodinjstvo 2,06.
To naselje je, glede na rezultate popisa iz leta 2002, večinoma srbsko.
|  |

| Demografija | Demografija     | Demografija     |
| Leto        | Št. prebivalcev | Št. prebivalcev |
| ----------- | --------------- | --------------- |
|             |                 |                 |
|             |                 |                 |
|             |                 |                 |
|             |                 |                 |
| 1948        | 468             |                 |
| 1953        | 550             |                 |
| 1961        | 569             |                 |
| 1971        | 520             |                 |
| 1981        | 372             |                 |
| 1991        | 182             | 177             |
| 2002        | 66              | 66              |
|             |                 |                 |

| Etnična sestava po popisu iz leta 2002 | Etnična sestava po popisu iz leta 2002 | Etnična sestava po popisu iz leta 2002 | Etnična sestava po popisu iz leta 2002 | Etnična sestava po popisu iz leta 2002 |
| -------------------------------------- | -------------------------------------- | -------------------------------------- | -------------------------------------- | -------------------------------------- |
| Srbi                                   | Srbi                                   |                                        | 65                                     | 98,48%                                 |
| Rusi                                   | Rusi                                   |                                        | 1                                      | 1,51%                                  |
| Neznano                                | Neznano                                |                                        | 0                                      | 0,0%                                   |